# Nuestra Señora de la Concepción y de las Ánimas
Il galeone da 94 cannoni Nuestra Señora de la Concepción y de las Ánimas fu Capitana della Armada del mar Océano.

## Storia
Il galeone Nuestra Señora de la Concepción y de las Ánimas fu costruito nel Real Astillero di Colindres (Cantabria), in Spagna, come Capitana della Armada del mar Océano.  Il progetto della nuova nave, approvato dalla Junta de las Armadas, fu disegnato da Jerónimo de Eguía e il contratto di costruzione, insieme a quello dei galeoni Santísima Trinidad y las Ánimas e San Francisco, fu assegnato a don Millán Ignacio de Iriarte y Gaztelu e la nuova unità fu impostata nel 1682 sotto la direzione del capomastro Antonio de Amas, essendo il responsabile nominato dall'ammiraglio della corona don Nicolás de Gregorio.
Il primo tentativo di varo della Nuestra Señora de la Concepción y de las Ánimas fu effettuato il 25 giugno 1687, sotto la supervisione del capitano del cantiere navale  Ignacio de Soroa. Dopo due tentativi infruttuosi, il varo fu effettuato il 24 settembre dello stesso anno, con la nave completata fino secondo ponte. Nel corso del 1687 Antonio Gaztañeta fu inviato a sovrintendere al completamento della nave e alla costruzione della nuova Almiranta Santísima Trinidad, e dove, nel 1788, iniziò a scrivere il suo libro Arte de Fabricar Reales, che terminò nel 1691 e dove si possono consultare le dimensioni del galeone "Nuestra Señora de la Concepción y de las Ánimas".
Il 9 ottobre 1688 il vascello fu trasferito presso la torre del Treto e l'11 giunse al porto di Santoña, operazione condotta sotto la direzione dal generale Diego Fernández de Zaldivar, nominato Sovrintendente generale alla costruzione della nave. Il terzo ponte fu completato, e gli alberi e il sartiame installati, il 20 maggio 1690, lasciando la Capitana pronta per imbarcare l'artiglieria, le provviste e l'equipaggio.
A causa del basso pescaggio del porto di Santoña, la Capitana dovette essere trasferita al Los Frailes nel mese di settembre, e il 15 ottobre salpò dal portò al Fraile per raggiungere Cadice, sotto la scorta dei galeoni San Carlos e San Juan e cinque navi minori della squadra navale di Pedro de Aramburu Aburruza, con a bordo un equipaggio ridotto di 394 uomini. Durante il viaggio inaugurale, sotto la direzione dell'ammiraglio Nicolás de Gregorio emersero subito problemi di stabilità, tanto che investita la una tempesta da sud-est la squadra navale, per non mettere in pericolo la nave ammiraglia, dovette rifugiarsi nel porto di Santoña, e nella successiva uscita in mare a causa di un'altra tempesta la squadra si rifugiò nel porto di Pasajes, dove rimase sino al settembre 1691, e il Nuestra Señora de la Concepción y de las Ánimas fu sottoposto a lavori di completamento per un valore di 4.200 dobloni. A dicembre era ancora a La Coruna dopo essersi arenato senza conseguenze. Arrivata a Cadice nei primi giorni del settembre del 1691, con un equipaggio formato da 506 marittimi e 389 fanti di marina, il galeone iniziò i suoi servizi come nave ammiraglia della Armada del mar Océano. Qualche tempo dopo fu sottoposta a lavori per aumentarne la stabilità.
La Spagna era in guerra contro la Francia dal 1691, e dal 1693 il Nuestra Señora de la Concepción y de las Ánimas fu al comando del capitan de mar y guerra Antonio de Gaztañeta operando nel Mar Mediterraneo. Tra il 1692 e il 1693 fu nave ammiraglia della squadra al comando di don Pedro Corbeto, composta da 14 navi da guerra: Esperanza (70 cannoni), San Diego de Alcalá  (70 cannoni), Tres Reyes  (70 cannoni), Santa Rosa  (64 cannoni), San Carlos  (66 cannoni), Santa Teresa  (62 cannoni), San Ignacio  (50 cannoni), San Francisco (50 cannoni), San Lorenzo  (50 cannoni), San Tomás de Aquino  (70 cannoni), San Agustín  (24 cannoni), San Pablo  (16 cannoni), e Santa Clara e Santa Teresa. Nel dicembre 1692 questa squadra si unì a Napoli con le navi della squadra delle Fiandre composta dalle navi San Carlos  (72 cannoni), San Jerónimo  (58 cannoni), Santo Domingo (52 cannoni),  Sacramento (39 cannoni), e il brulotto Castilla  (12 cannoni). Nel 1693 le due squadre riunite salparono per Port Mahón evitando la squadra navale francese dell'ammiraglio Anne Hilarion de Costentin de Tourville.
Nel settembre 1695 don Diego Fernández de Zaldivar, conte di Saucedilla, salpò da Cadice in aiuto dell'Armada de Barlovento con una Flota de Tierra Firme, per tornare poi a Cadice nel giugno 1698. Raggiunte le acque dell'America centrale la flotta, composta da San José, Santa Teresa, Nuestra Señora del la Mercede,  Nuestra Señora de la Concepción y de las Ánimas e San Francisco, salpò da Portobelo il 28 maggio 1697 e si diresse verso l'Avana, dove arrivò il 22 giugno. La destinazione finale avrebbe dovuto essere Cartagena de Indias, attaccata in quel momento dai francesi. Con la morte del conte di Saucedilla al comando della flotta gli subentrò l'ammiraglio don Leonardo de Lara che partì da l'Avana il 13 marzo 1698 per rientrare in Spagna e qui si ebbe l'unico contatto con l'Armada de Barlovento che fornì loro scorta mentre attraversavano il canale delle Bahamas.
Sorprese che quando la flotta francese dell'ammiraglio Jean Bernard de Pointis attaccò Cartagena de Indias, le navi di Zaldivar, che erano a Portobelo, non portarono nessun aiuto alla città.
Tra il 1699 e il 1700, la Nuestra Señora de la Concepción y de las Ánimas doveva essere tra le navi che salparono da Cadice con la squadra navale di don Pedro Fernández Navarrete che si apprestava a espellere gli scozzesi dagli insediamenti di Darién. Il galeone era allora in riparazione e terminò il suo carenaggio a Cadice per la suddetta spedizione, ma il Consiglio di Guerra decise a metà del maggio 1700 che sia la Capitana e che l'Almiranta Santissima Trinidad non partissero, essendo entrambe le navi disarmate per completare gli equipaggi e le dotazioni del resto della squadra.
Alla fine dell'agosto 1702 il "Nuestra Señora de la Concepción y de las Ánimas" si trovò a difendere la città di Cadice attaccata dallo squadra navale anglo-olandese al comando dell'ammiraglio Sir George Rooke, che prese d'assalto la baia della città senza successo. Il 16 settembre le galee rimorchiarono il galeone vicino a Malagorda per rispondere al fuoco nemico, e quando gli inglesi si ritirarono il Nuestra Señora de la Concepción y de las Ánimas rimase a Puntales.
Nel 1705, temendo un nuovo attacco anglo-olandese a Cadice come quello del 1702, gli spagnoli pensarono di affondare sia la Capitana Real Nuestra Señora de la Concepción y de las Ánimas che l'Almiranta Santísima Trinidad, insieme ad altre navi, nei canali di accesso alla baia a causa delle pessime condizioni in cui si trovavano e del loro scarso valore bellico. Al contrario del Santísima Trinidad, galeone venne demolito in quello stesso anno, impiegando parte del materiale per la riparazione di una nave, e il resto venne affondato nella zona di Puntales, nella baia di Cadice come ostruzione.

### Annotazioni
1. ↑  Esso si basava sulla memoria Medidas para la fábrica de un bajel de porte 1.300 ton poco más o menos. Capaz del manejo de noventa cañones y del empleo de Capitana real del Mar occéano.
2. ↑  Secondo alcuni autori esso fu inizialmente affidato a José Iriarte, ma quest'ultimo era già morto il 3 gennaio 1678.
3. ↑  All'epoca Amas era detenuto a Boyona e fu rilasciato dalle autorità su intercessione di Ignacio de Soroa.
4. ↑  Per aver completato felicemente la manovra, Soroa fu insingito dell'ordine di Santiago.
5. ↑  Come vicecomandante della flotta gli subentrò l'ammiraglio don Bartolomé de Soto Ávila, governatore del Tercio.

### Fonti
1. 1 2 3 4 5 6 7 8 9 10  Todoababor.
2. ↑  Cunchillos, Ramos, Galán 1997, p. 83.
3. ↑  Cunchillos, Ramos, Galán 1997, p. 88.
4. 1 2  Cunchillos, Ramos, Galán 1997, p. 89.
5. ↑  Cunchillos, Ramos, Galán 1997, p. 93.
6. 1 2 3  Ramos 1997, p. 17.
7. 1 2 3 4 5 6  Todoavante.
8. 1 2 3 4  Ramos 1997, p. 18.
9. ↑  Duro 1899, p. 309.